# Tetrataenium ceylanicum
Tetrataenium ceylanicum är en växtart i släktet Tetrataenium och familjen flockblommiga växter.
Arten är en perenn ört som förekommer i sydvästra Indien och på Sri Lanka. Den beskrevs först som Heracleum ceylanicum av George Gardner och Charles Baron Clarke 1879, och fick sitt nu gällande namn av Ida Panovna Mandenova 1986.